# Чёрная кряква
Чёрная кряква (лат. Anas zonorhyncha) — водоплавающая птица из рода речных уток. Ранее считалась подвидом пестроносой кряквы — Anas poecilorhyncha zonorhyncha, но в 2006 году была выделена в отдельный вид.

## Описание
Внешне чёрные кряквы напоминает самок обыкновенной кряквы, но немного меньше. Длина крыла 24,0—29,3 см, масса 0,75—1,5 кг. Самцы в среднем немного крупнее самок. Половой диморфизм не выражен, самцы и самки окрашены сходно. Яркое брачное оперение у селезней отсутствует. Вся спинная сторона тёмно-бурая с ржавыми пестринами, бока немного светлее, надхвостье черноватое, низ грязнобелый с серо-бурыми пятнами, более крупными на груди, и неясными пестринами, грудь к брюху постепенно темнеет. Брюхо коричнево-бурое, подхвостье черно-бурое. Голова рыжевато-бурая, перья на затылке с широкими, а на щеках с узкими черными стержневыми и концевыми пятнами, отчево верх головы более темный. От клюва до затылка над глазами проходят светлые полосы, под которыми расположены узкие темные полоски проходящие через глаза. Низ головы палево-белый. Радужина коричневая. Клюв чёрный с жёлтой вершиной и темным ноготком. Иногда у основания клюва имеются две светлые вертикальные полоски. Зоб тускло беловато-охристый с темными пестринами. Крылья сверху серо-бурые с фиолетово-синим или сине-зеленым зеркальцем, окаймленным спереди и сзади черными внутренними и белыми наружными полосами. Третьестепенные маховые перья серо-бурые с белыми каймами на наружном опахале. Нижние кроющие перья крыла и подмышечные перья белые. Хвостовые перья грязнобелые с широкими серо-бурыми поперечными полосами. Ноги оранжевые.

## Ареал и места обитания
Обитает в Восточной Азии: на юге Восточной Сибири от Забайкалья до Приморья, Южном Сахалине, южных Курильских островах — Кунашир и Шикотан, в Северо-Западной и Восточной Монголии, на Корейском полуострове, в Китае (кроме западной половины), на всех Японских островах и на Тайване. Общая численность популяции в природе оценивается примерно в 0,8—1,6 млн особей.

## Фото

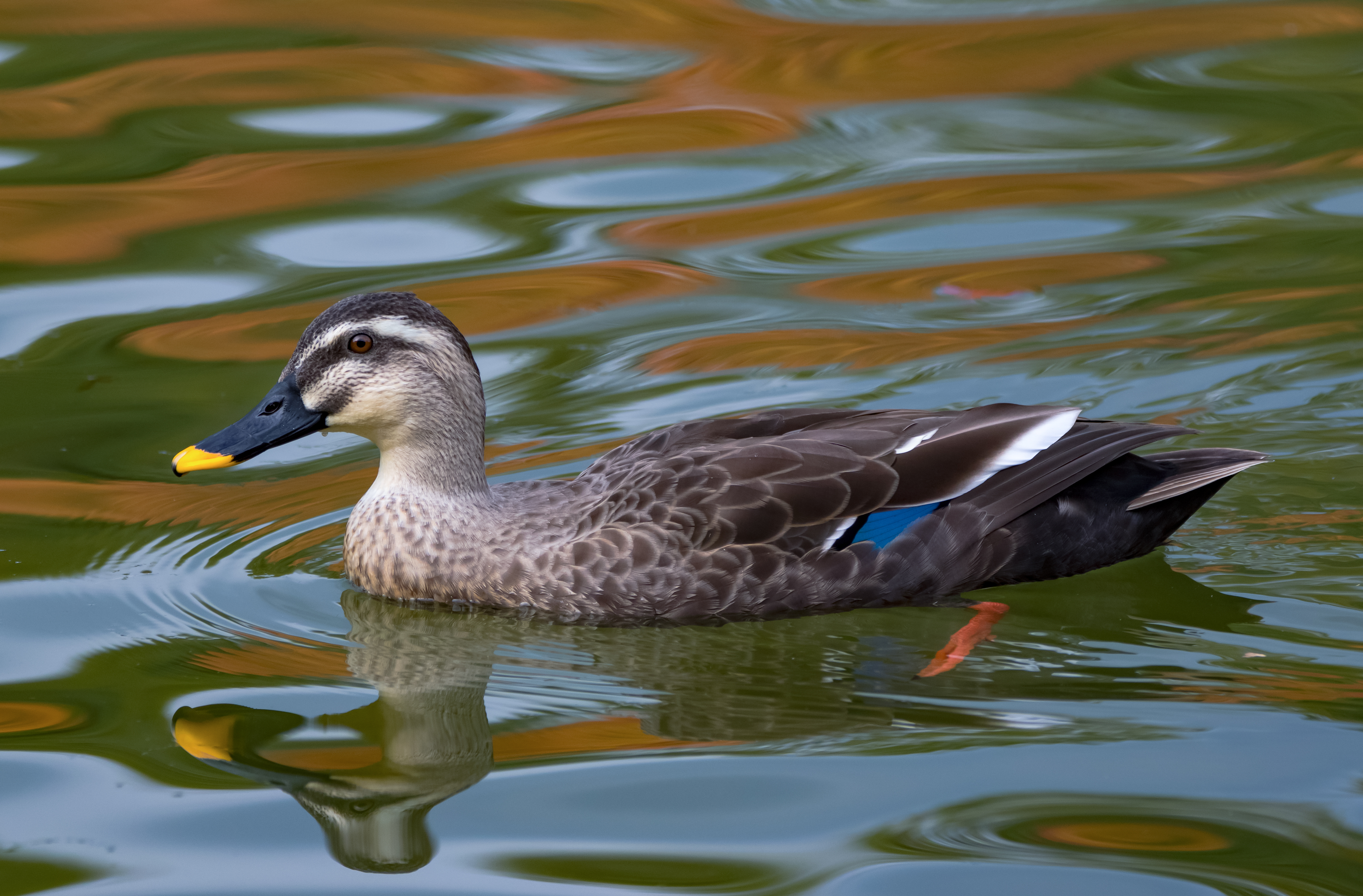
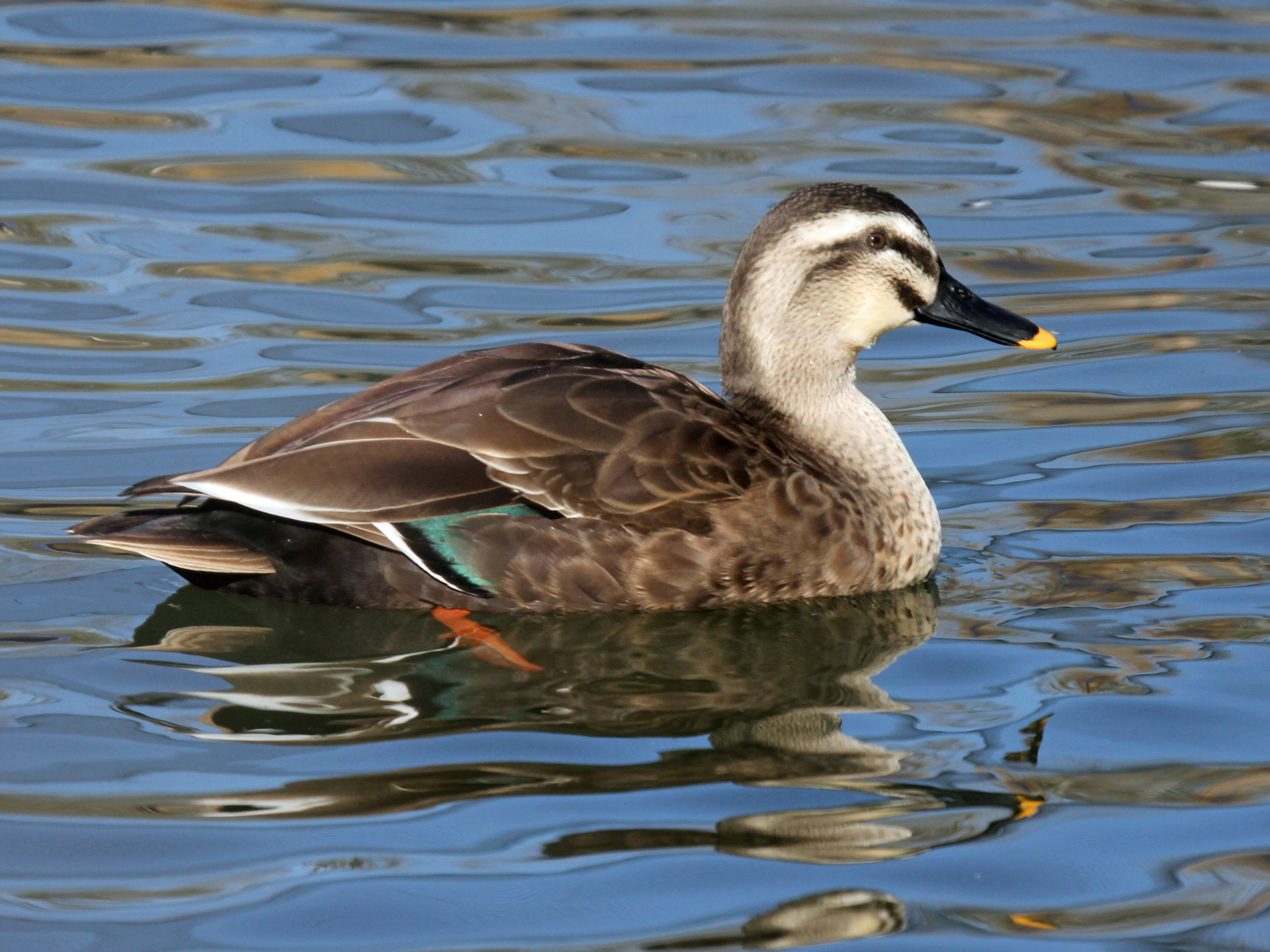
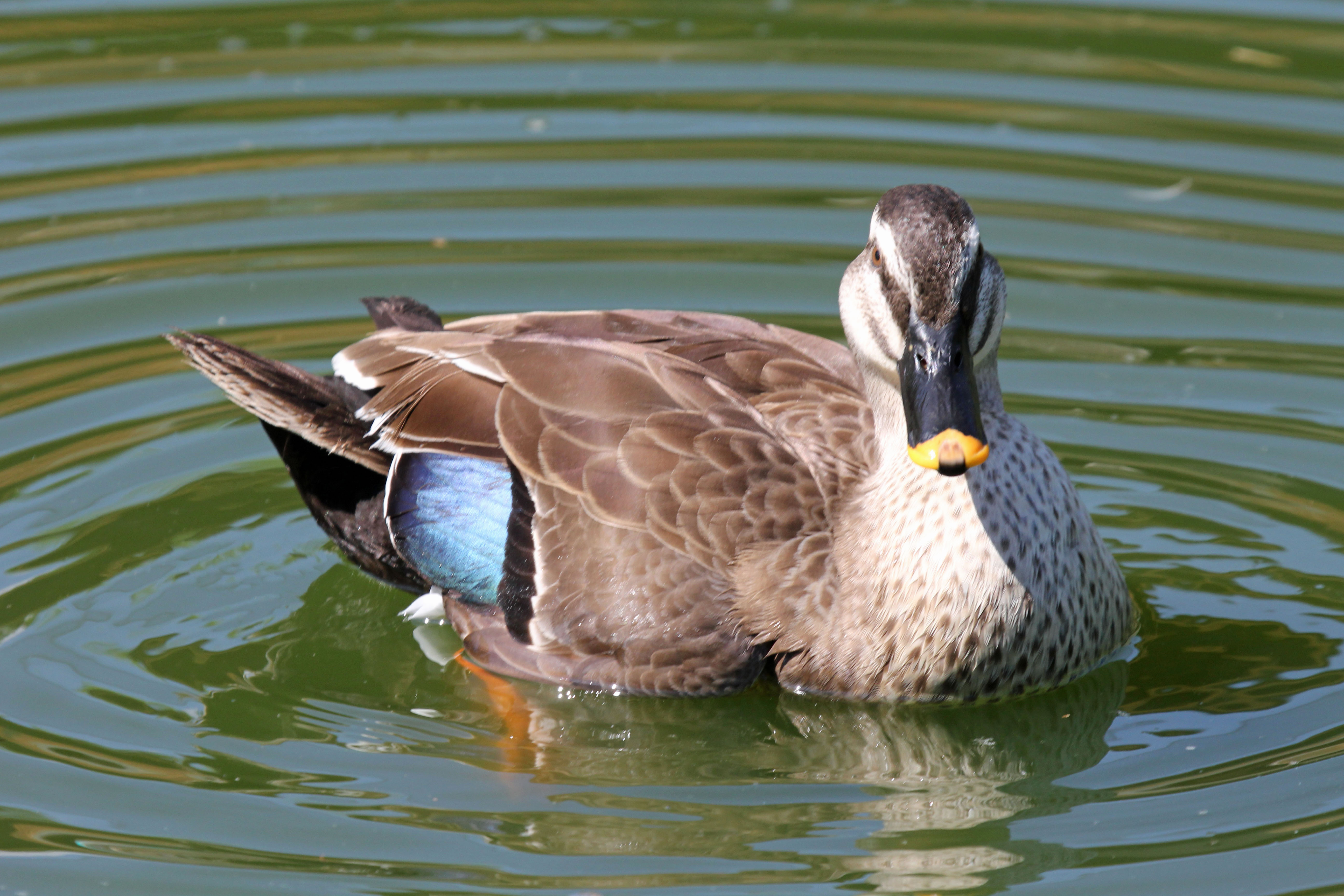
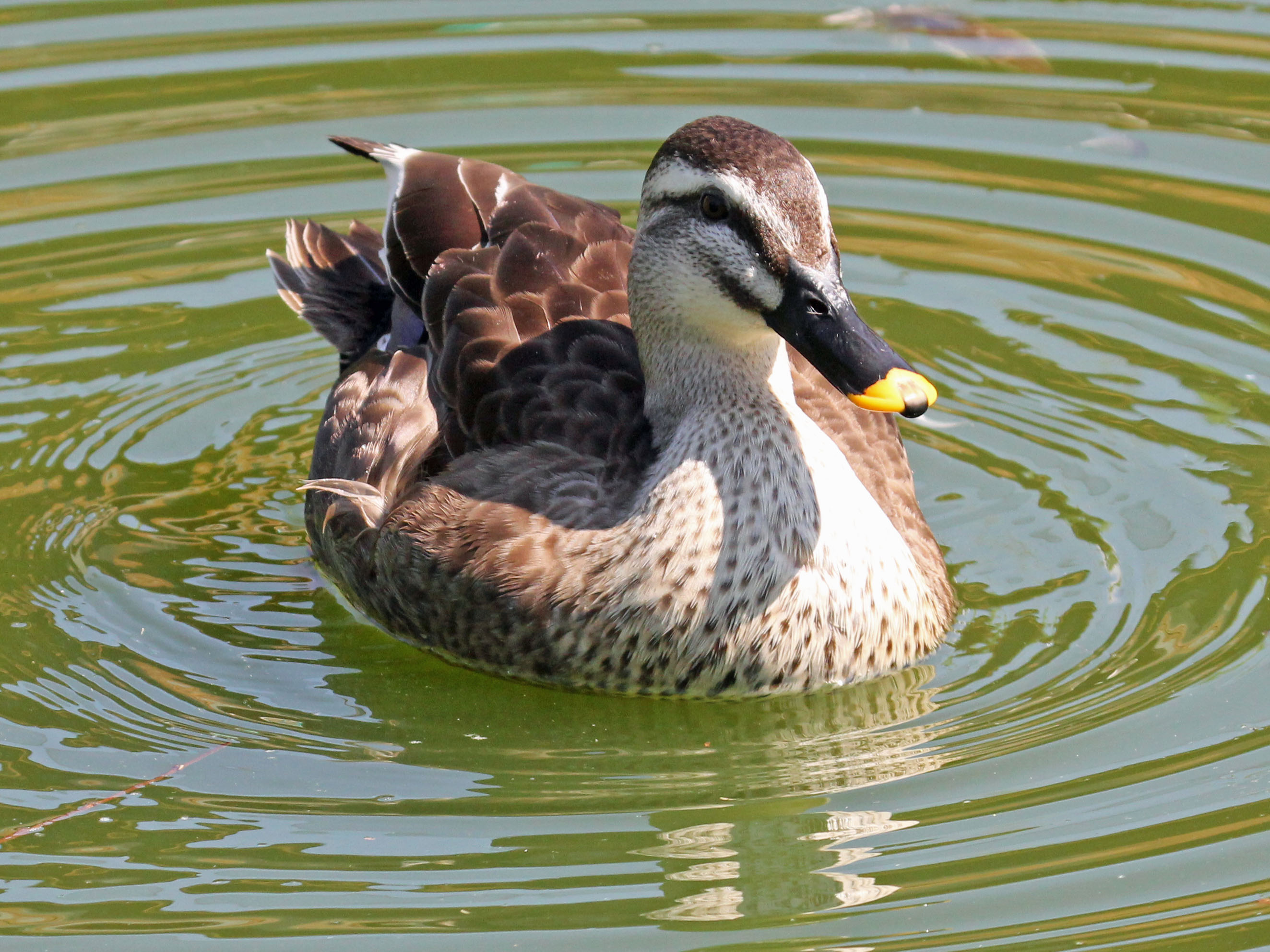
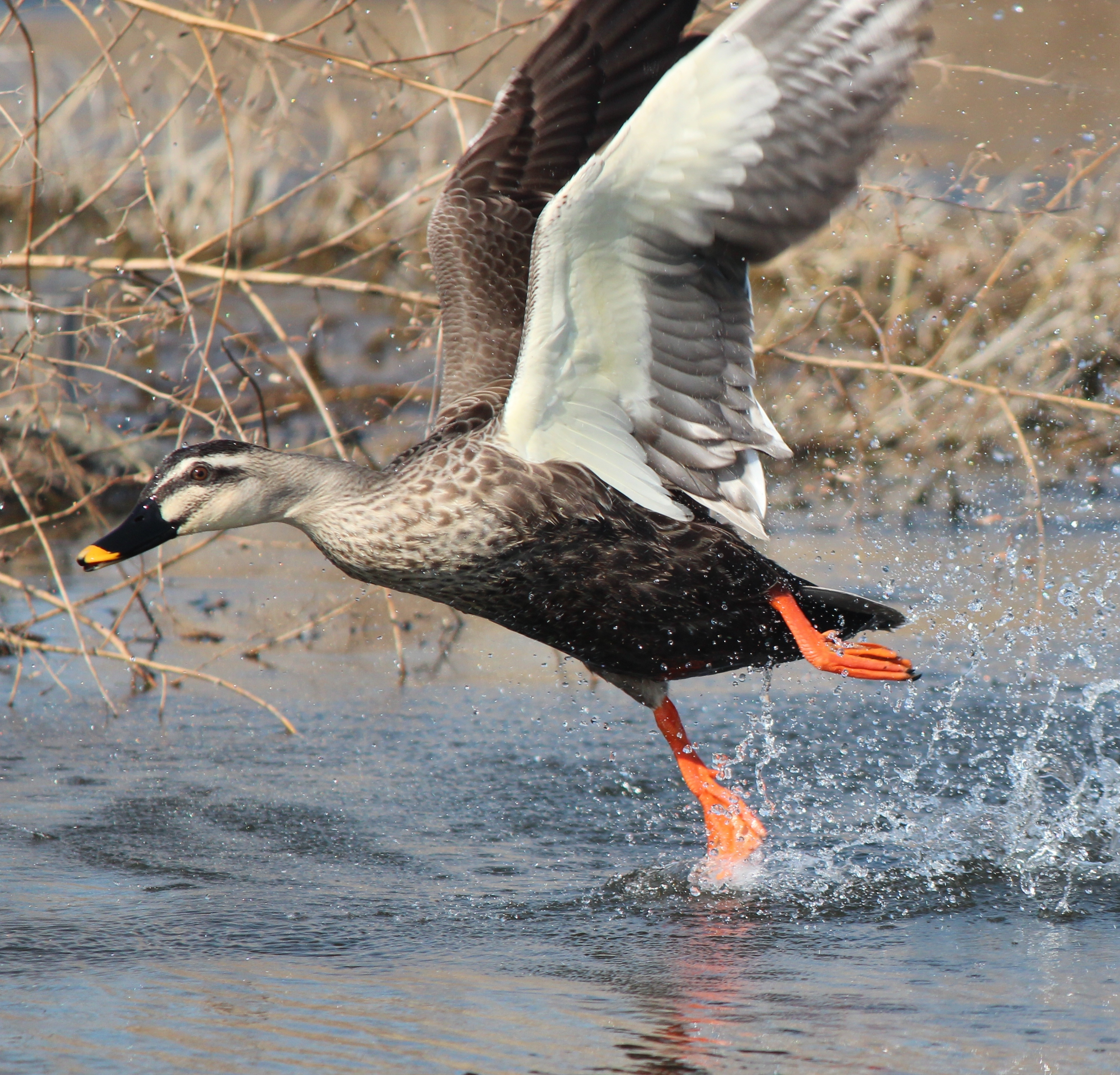
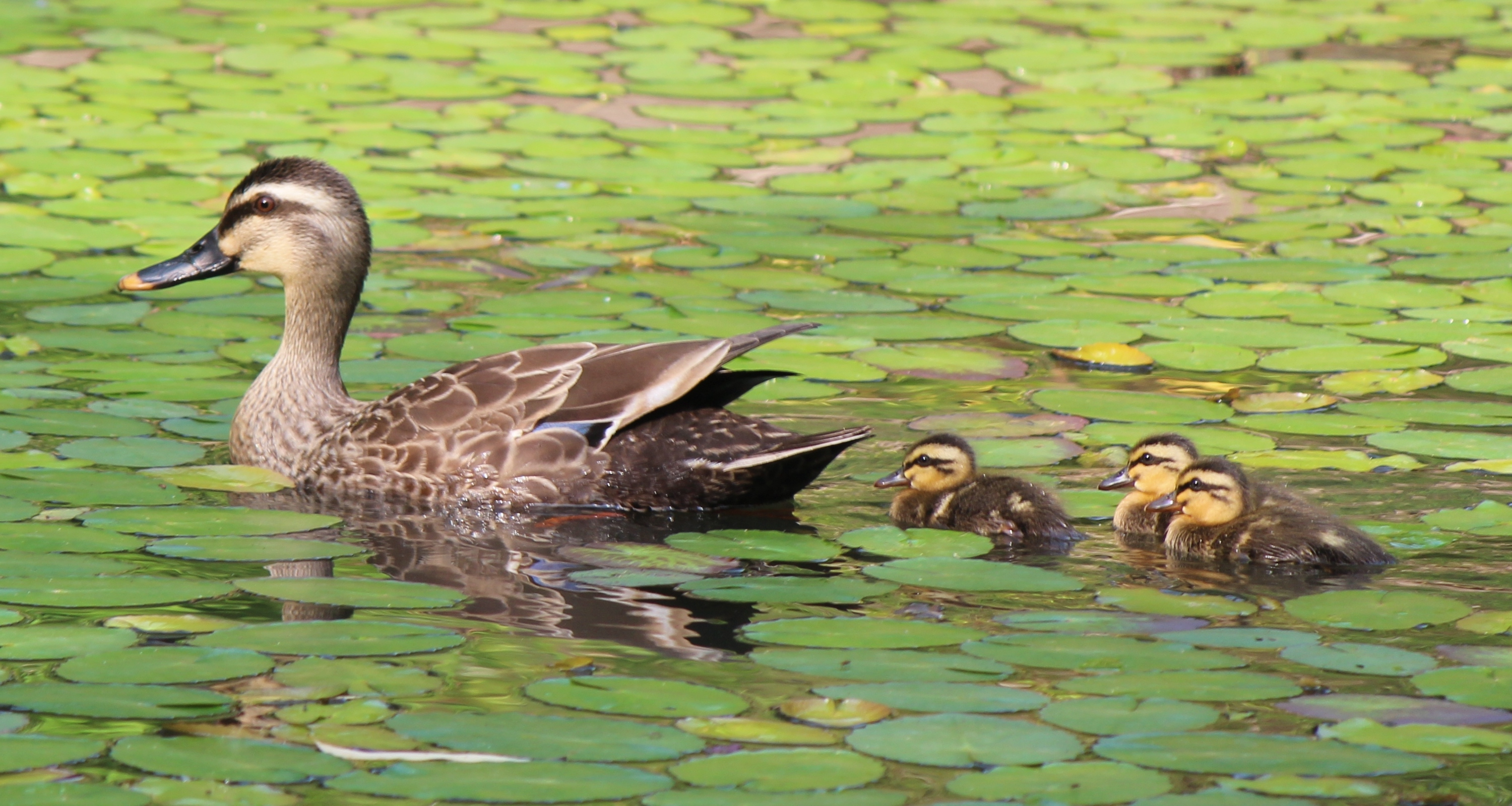
Самка с утятами
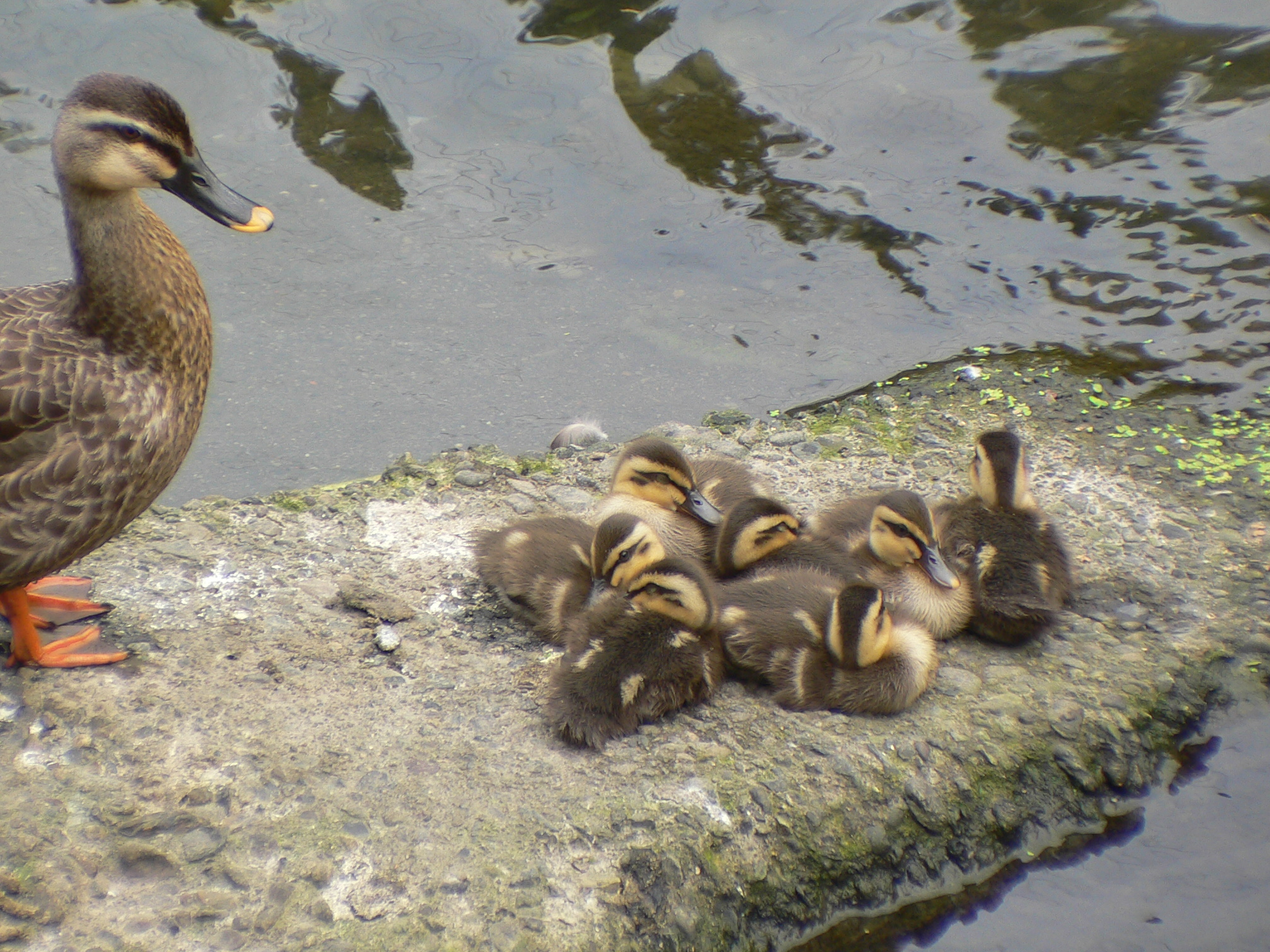